# Amstel Gold Race 1971
De Amstel Gold Race 1971 was 233 km lang en ging van Heerlen naar Meerssen.De finish was gelegen op de Lange Raarberg. Op het parcours waren er 15 hellingen. Aan de start stonden 123 renners, waaronder renners als  Jan Janssen, Joop Zoetemelk, Lucien van Impe, Herman Vanspringel en latere winnaar Frans Verbeeck. 
Het was de allereerste keer dat de Cauberg op het parcours was aangebracht van de Amstel Gold Race. Daarnaast was Heerlen voor het eerst startplaat. De beslissing van de wedstrijd viel pas vaak in de plaatselijke omlopen en dat wilde de organisatie niet. Vandaar werd gekozen voor een locatie gesitueerd bij de Limburgse heuvelzone. Dit was overigens het laatste jaar dat er in Meerssen plaatselijke omlopen werden verreden, in totaal 4 omlopen van elk 11 km.

## Verloop
Frans Verbeeck wint de sprint van een groep van 8 renners op de Lange Raarberg.

## Hellingen
De 15 hellingen gerangschikt op voorkomen op het parcours. Met daarbij voor het eerst De Cauberg beklimming.

| 1. Krekelberg 2. Hussenberg 3. Adsteeg 4. Raarberg 5. Cauberg 6. Fromberg 7. Ubachsberg 8. Mingersberg | 9. Gulperberg 10. Camerig 11. Vijlenerberg 12. Koning van Spanje 13. Piemert 14. Berg 15. Raarberg (2e maal) |

## Uitslag
| rang | renner              | land      | tijd       |
| ---- | ------------------- | --------- | ---------- |
| 1    | Frans Verbeeck      | België    | 6u 11' 53" |
| 2    | Gerben Karstens     | Nederland | z.t.       |
| 3    | Roger Rosiers       | België    | z.t.       |
| 4    | Georges Pintens     | België    | z.t.       |
| 5    | Herman Vanspringel  | België    | z.t.       |
| 6    | Jos Deschoenmaecker | België    | z.t.       |
| 7    | Gerard Vianen       | Nederland | z.t.       |
| 8    | Roger Swerts        | België    | z.t.       |
| 9    | Jos Spruyt          | België    | op 1' 32"  |
| 10   | Jan Krekels         | Nederland | z.t.       |